# Distrikt Pamparomás
Der Distrikt Pamparomás liegt in der Provinz Huaylas in der Region Ancash in West-Peru. Der Distrikt wurde am 2. Januar 1857 gegründet. Er besitzt eine Fläche von etwa 500 km². Beim Zensus 2017 wurden 8476 Einwohner gezählt. Im Jahr 1993 lag die Einwohnerzahl bei 7731, im Jahr 2007 bei 8607. Die Distriktverwaltung befindet sich in der 2862 m hoch gelegenen Ortschaft Pamparomás mit 486 Einwohnern (Stand 2017). Pamparomás liegt 19 km westlich der Provinzhauptstadt Caraz.

## Geographische Lage
Der Distrikt Pamparomás liegt an der Westflanke der Cordillera Negra im Südwesten der Provinz Huaylas. Die östliche Distriktgrenze verläuft entlang der Wasserscheide der Cordillera Negra. Der Norden sowie der zentrale Teil des Distrikts wird über den Río Larea, der Süden über den Río Loco nach Westen zum Río Nepeña hin entwässert.
Der Distrikt Pamparomás grenzt im Südwesten und im Süden an den Distrikt Quillo (Provinz Yungay), im Westen an den Distrikt Moro (Provinz Santa), im Nordwesten an den Distrikt Caceres del Perú (ebenfalls in der Provinz Santa), im Nordosten an die Distrikte Mato und Huata sowie im Osten an die Distrikte Caraz und Pueblo Libre.

## Ortschaften
Der Distrikt gliedert sich räumlich in drei Täler: das Pamparomás-Tal im Norden, das Chaclancayo-Tal in der Mitte sowie das Pisha-Tal im Süden.
Im Pamparómas-Tal gibt es folgende Ortschaften (caseríos):
- Achahuas (207 Einwohner)
- Carash
- Chorrillos
- Karka
- Llacta
- Marco
- Pampap
- Perkirka
- Pueblo Pamparomás (486 Einwohner)
- Puquio
- Queropuquio
- Racratumanca
- San Juanito
- Ullpan

Im Chaclacayo-Tal gibt es folgende Ortschaften (caseríos):
- Cajabamba Alta
- Cajabamba Baja (325 Einwohner)
- Chaclancayo (232 Einwohner)
- Chunya (207 Einwohner)
- Chunya Ruri
- Cullashcunca
- Huaracpampa (216 Einwohner)
- Marmay (220 Einwohner)
- Pías
- Punin
- Putaca
- Santa Rosa de Catedral
- Santa rosa de Coto

Im Pisha-Tal gibt es folgende Ortschaften (caseríos):
- Antaraca (272 Einwohner)
- Cajay (340 Einwohner)
- Capan
- Carachuco
- Carampa
- Carap (252 Einwohner)
- Huanchuy (271 Einwohner)
- Huarac-huran
- Huáscar
- Nununga
- Ocshapampa
- Pampacancha
- Pichiu (222 Einwohner)
- Pisha (360 Einwohner)
- Pucará
- Quicacayan